# Olszamowice (stacja kolejowa)
Olszamowice – stacja kolejowa w Olszamowicach, w województwie świętokrzyskim, w Polsce. Znajduje się na linii CMK.